# Озаркско-Уачитско-Апалачки гори
Озаркско-Уачитско-Апалачки гори (на английски: Ozark, Oauchita-Appalachian Forests) са биогеографска област в Съединените американски щати, една от единиците от второ ниво в класификацията на Американската агенция за опазване на околната среда, част от Източните умерени гори.
Областта представлява прекъсната на две части зона в източните и централните части на страната. Граничи с Великите равнини на запад, а в другите посоки преминава в други части на Източните умерени гори – Равнините на смесените гори и Средноамериканските равнини на североизток, Мисисипските алувиални и Югоизточноамериканските крайбрежни равнини по долината на Мисисипи и Югоизточноамериканските равнини, които ги ограждат в повечето посоки.
Озаркско-Уачитско-Апалачките гори се подразделят на няколко подобласти:
- Уачитски планини
- Долина на Арканзас
- Бостънски планини
- Озаркски възвишения
- Блу Ридж
- Ридж енд Вали
- Югозападни Апалачи
- Средни Апалачи
- Западно Алигейнско плато